# ابن ماسویه
ابوزکریا یوحنا (یحیی) بن ماسویهٔ خوزی معروف به ابن ماسَوَیْهْ (ح ۱۶۳ یا ۱۷۲–۲۴۳ق / ۷۸۰ یا ۷۸۸–۸۵۷م)، پزشک ایرانی‌نژاد و [مسیحی نسطوری] چنان‌که از نسبت او «خوزی» (قفطی، تاریخ الحکماء، ۳۸۷) برمی‌آید، از خوزی نسبان بوده و بنابر اشاره‌ای که از قول [جبرائیل بن بختیشوع] دربارهٔ عجمی بودن او و تعلق اعاجم به صناعات و حرف اجدادی و طبقاتی آنان در کتاب قفطی (همان، ۳۸۴) آمده‌است، روشن می‌شود که تبار ایرانی داشته‌است نام پدرش «ماسویه» نیز (به قیاس نامهای ایرانی چون سیبویه، بابویه، مسکویه، برزویه) مؤید این نظر است. گزارش منابع ما دربارهٔ او و خاندانش سخت درهم و مغشوش و گاه متناقض است.

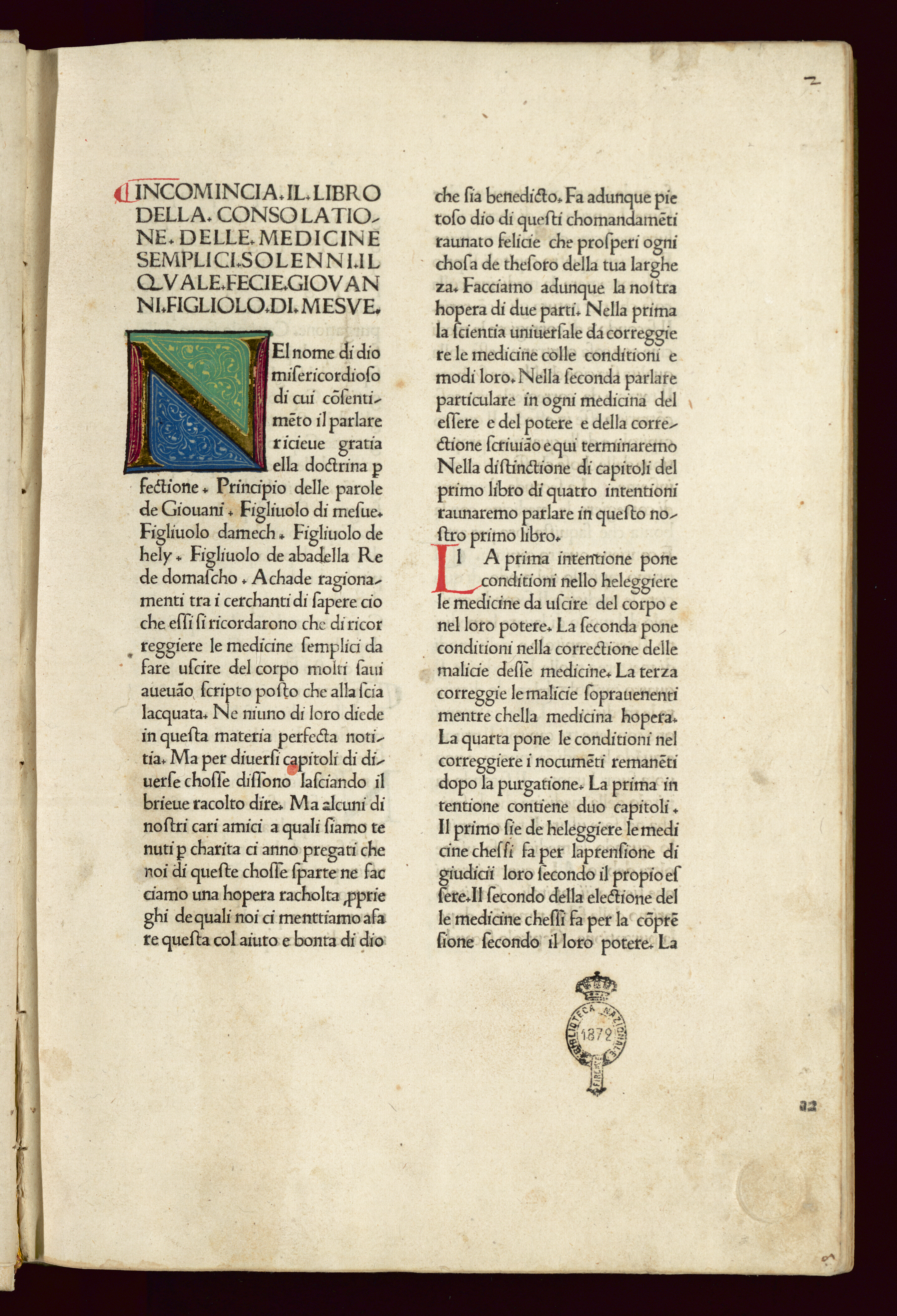
De consolatione medicinarum, 1475

گفته‌اند که پدرش ماسویه در بیمارستان [جندی‌شاپور] به داروسازی مشغول بود و [جبرائیل بن بختیشوع] (نک: ه د، آل بختیشوع) پزشک مشهور جندی‌شاپوری ساکن بغداد، به معرفی و توصیهٔ دهشتک رئیس بیمارستان جندی‌شاپور، او را برای کار در بیمارستانی که به دستور [هارون‌الرشید] در} بغداد] ساخته می‌شد، دعوت کرد (همان، ۳۸۳). ماسویه در آنجا به کمک جبرائیل با کنیز اسلاونژاد [داوود بن سرابیون] ازدواج کرد و یوحنا و برادرش میخائیل از آن زن زاده شدند (همان، ۳۸۴؛ ابن ابی اصیبعه، ۱ / ۱۷۱). به روایتی دیگر، ماسویه که نسبت به مقام جبرائیل در بغداد رشک می‌برد و آن را بر زبان راند، به دستور جبرائیل از بیمارستان جندی‌شاپور اخراج شد. ماسویه برای عذرخواهی به بغداد آمد، ولی جبرائیل او را نپذیرفت. ماسویه به یاری یکی از روحانیون نسطوری بغداد به چشم‌پزشکی پرداخت و پس از معالجهٔ چشم خادم فضل بن ربیع و سپس خود فضل، به دربار خلیفه راه یافت. وی به سرعت در دربار هارون ترقی کرد و مقامی برابر با جبرائیل بن بختیشوع به دست آورد و زن و فرزند خود یوحنا را که در آن وقت خردسال بود، به بغداد فراخواند (رهاوی، ۱۶۷–۱۶۹). براساس این روایت و نظر به آنکه هارون در ۱۷۰ق به خلافت نشست، یوحنا می‌بایست چند سالی پیش از آن در جندی‌شاپور زاده شده باشد. نیز چون به گزارش [لئون آفریقایی]، یوحنا هنگام مرگ (۲۴۳ق)، ۸۰ ساله بوده (لکلرک، I / 105)، پس می‌بایست در حدود ۱۶۳ق زاده شده باشد (قس: GAS, III / 231). از سوی دیگر در صحت روایت نخست که حاکی از به کار گمارده شدن ماسویه در بیمارستان بغداد و ازدواج او در بغداد، به نقل از جبرائیل بن بختشیوع است، می‌توان تردید کرد؛ زیرا بنابر قول مشهور، جبرائیل در ۲۱۳ق درگذشته و این روایت پس از مرگ مأمون (د ۲۱۸ق) از جبرائیل نقل شده‌است، خاصه که براساس همان روایت وقتی ماسویه به بغداد آمد، سنش از ۵۰ گذشته بود و بعید است که تا آن وقت زن نخواسته و صاحب فرزند نشده باشد. به هر حال به روایت رهاوی (ص ۱۷۰)، ماسویه دانشمندان و حکیمانی را به تربیت یوحنا گماشت، ولی وی از آن دانشمندان نام نبرده‌است.
اگر روایت قفطی را دربارهٔ ورود ماسویه به بغداد بپذیریم، جبرائیل بن بختیشوع برجسته‌ترین و احتمالاً نخستین استاد یوحنا در طب بوده و همو یوحنا را به ریاست شاگردان خود گمارده‌است (تاریخ الحکماء، ۳۸۴). همچنین گویا [عیسی بن نون] (یا ایشوع برنون) نیز که سپس بطریق نسطوریان شد، مدتی استاد او بوده‌است (عمروبن متی، ۶۹؛ ماری بن سلیمان، ۷۵). لئون آفریقایی متذکر شده که یوحنا در آغاز می‌خواست به کلیسا بپیوندد، اما اشتغال به علوم او را از این کار بازداشت (لکلرک، I / 106). با اینهمه به نظر می‌رسد که به مقام شمّاسی کلیسا نیز نائل آمد، زیرا در برخی از روایات از او با عنوان شماس یاد شده‌است ([قفطی]، همان، ۳۸۷؛ [ابن ابی اصیبعه]، ۱ / ۱۷۷). یوحنا با آنکه بیشتر در طب تحصیل کرده بود، ولی گویا منطق و حکمت نیز تدریس می‌کرده‌است و مجالس درس او را پررونق‌ترین محافل علمی آن روز شمرده‌اند که همهٔ گروه‌های اهل ادب در آن حاضر می‌شدند (همو، ۱ / ۱۷۵–۱۷۶). به روایت ابن جلجل (ص ۶۵)، هارون‌الرشید او را به ترجمهٔ کتابهای طبی که از آنقره ([آنکارا]) و عموریه آوردند، مأمور کرد و نویسندگانی ماهر در خدمتش گماشت. از این رو به نظر می‌رسد که یوحنا جز سریانی و عربی، زبان یونانی نیز می‌دانسته‌است. اما این روایت به اقرب احتمال مربوط به روزگار مأمون و تلاش او جهت ترجمهٔ آثار [یونانی] و نیز دورهٔ معتصم و فتح عموریه است (قس: سید، ۶۵؛ EI2).
دربارهٔ صلاحیت و توانایی علمی ابن ماسویه در طب نیز آراء متناقضی ابراز شده‌است. درحالی که به روایت قفطی (تاریخ الحکماء، ۳۸۲)، یوحنا خود را از جالینوس در طب برتر می‌شمرده و همین معنی خشم جبرائیل بن بختیشوع را برانگیخته بوده‌است و نیز در باب تشریح میمون توسط او و تألیف کتابی براساس آنچه از این طریق یافته بوده (نک: آثار)، مؤلفان متقدم اشارتها کرده‌اند (مثلاً ابن ابی اصیبعه، ۱ / ۱۷۸) و حتی گفته‌اند خیال تشریح فرزند بلید (کند ذهن) خود را داشته‌است (همو، ۱ / ۱۸۰)، ولی در باب عدم حذاقت او نیز در تشخیص بیماری، تجویز دارو (قفطی، همان، ۳۸۵) و فصد نابجای پسرش که موجب مرگ او شد (همان، ۳۹۱)، سخنها گفته‌اند. اما به نظر می‌رسد که این روایات اخیر بر ساختهٔ رقیبان و دشمنان علمی او چون سلمویه باشد. بدان سبب که وی به روایتی از شاگردان برجستهٔ جبرائیل و رئیس شاگردان او بود (همان، ۳۸۴) و به روزگار مأمون لقب طبیب‌المملکة یا طبیب‌الملک یافت و پزشک برجسته‌ای چون ابنرَبّن طبری (ص ۸)او را ستود. ابن ماسویه آثار گرانبهایی از خود به یادگار گذاشت که برخی از آنها همچون دغل العین (نک: آثار) اولین اثر در نوع خود و نیز متن درسی دانشجویان بوده‌است و چشم پزشکان برای دریافت گواهینامهٔ رسمی می‌بایست آن را در یاد می‌داشتند و امتحان می‌دادند (اولیری، ۲۵۴، ۲۵۵).
نویبورگر براساس مطالبی که رازی آورده، نتیجه گرفته‌است که یوحنا در داروشناسی نیز اطلاعاتی داشته‌است (GAS, III / 232). یکی از کهن‌ترین منابعی که در زمان حیات ابن ماسویه تدوین شده و نویسنده در تألیف آن از نظرات ابن ماسویه بهره برده، کتاب فردوس الحکمهٔ ابن ربّن طبری (همان‌جا) است. همچنین موفق‌الدین هروی در کتاب الابنیة عن حقایق الادویة (نک: جم)، ابوریحان بیرونی، در الصیدنة (مثلاً صص ۳۰، ۳۳، ۳۶)، ابن بطلان در تقویم الصحة (نک: جم) و ابن بیطار در جامع المفردات (مثلاً ۱ / ۱۰، ۱۳، ۲ / ۶۶، ۹۷) بسیار از او نقل قول کرده‌اند. از شاگردان او باید از یوسف بن ابراهیم، ابن حمدون بن عبدالصمد مقلب به ابوالعیر طرد و اسحاق بن ابراهیم معروف به بیض‌البغل (ابن ابی اصیبعه، ۱ / ۱۷۶) و ابراهیم بن عیسی (همو، ۲ / ۸۳) نام برد.
اما مشهورترین شاگرد او حنین بن اسحاق است که چندی نزد ابن‌ماسویه پزشکی خواند. چون استاد او را از خود راند، حنین به جدّ به تحصیل علم همت گماشت و چندان پرآوازه شد که ابن ماسویه خود او را بسیار ارج می‌نهاد (قفطی، همان، ۱۷۴، ۱۷۵). ابن ماسویه با گروه کثیری از دانشمندان و وزیران دوستی داشت و کندی فیلسوف مشهور، رساله‌ای در «نفس» برای او نوشت (ابن ابی اصیبعه، ۱ / ۲۱۴). در برخی از منابع از پزشک دیگری به نام مسوئه یاد شده‌است (لکلرک، I / 504، به نقل از لئون آفریقایی) که گاه او و آثارش را با یوحنا بن ماسویه خلط کرده‌اند (ابراهیم، ۳ / ۱۰۷). عده‌ای در وجود او تردید کرده (لکلرک، I / 506-507) و بعضی اصلاً منکر وجود شخصی که در منابع او را به ماسویهٔ اصغر نامبردار کرده‌اند، شده‌اند (الگود، ۱۱۶، ۱۱۷). قفطی (انباه الرواة، ۳ / ۱۰۷، ۱۰۸) از جملهٔ استادان محمد بن حسن طوبی صقلی که در ۴۵۰ق زنده بوده، از پزشکی به نام ماسویه [واژۀ «ابن» در این کتاب، افزودۀ مصحح است] یاد کرده‌است، اما پیداست که یوحنا بن ماسویه در این تاریخ نمی‌توانسته‌است زنده باشد و روایت قفطی مربوط به ماسویهٔ دیگری است که گویا در سیسیل می‌زیسته و این تاریخ نزدیک به همان زمانی است که لئون آفریقایی از ماسویه مذکور یاد کرده‌است (لکلرک، I / 504). سارتن (۳ / ۱۸۳۸، ۱۸۳۹) نیز از ماسویهٔ سوم یا به تعبیر خود او ماسویهٔ دوم کاذب خبر داده که در سدهٔ ۱۳م می‌زیسته‌است.
الگو:آثار
حدود ۵۰ اثر از ابن ماسویه یاد شده یا به او منسوب شده‌است. ظاهراً شماری از آنها به نامها و عناوین مختلفی شهرت یافته بوده‌است که بعدها هر یک از آنها را اثر مستقلی پنداشته‌اند. ازاین رو تا همهٔ نسخه‌های موجود از آثار او که در کتابخانه‌های جهان موجود است، بررسی و مقایسه نشود، فهرست دقیق و کاملی از آثار ابن ماسویه نمی‌توان تهیه کرد. در اینجا به برخی از آثار چاپ شده و خطی وی اشاره می‌شود:
'الف ـ چاپی'
۱. کتاب الازمنة یا الازمنة و الامکنة، دربارهٔ فصول و ماه‌های سال و ارتباط آنها با خوردنیها و نوشیدنیهایی که بدن به آنها نیازمند است و نیز اقدامات پیشگیری طبی مانند فصد و حجامت در فصول مختلف (اولمان، «طب در اسلام»، ۱۱۴). این کتاب توسط پل اسباث در «بولتن انستیتوی فرانسوی مصر» (۱۹۳۳م، شم ۱۵، صص ۲۳۵–۲۷۵) با حواشی و ترجمهٔ فرانسوی منتشر شد. ترجمهٔ دیگری نیز توسط ژرار تروپو در آرابیکا (۱۹۶۸م، شم ۱۵، صص ۱۱۳–۱۴۲) به چاپ رسید. نسخه‌ای از ترجمهٔ عبری آن نیز در دست است (GAL, I / 266)؛ ۲. جواهر الطیب المفردة باسمائها و صفاتها و معادنها. ابن ماسویه در این اثر دربارهٔ مواد معطری چون مشک، عنبر، کافور، قرنفل و صندل و نیز مطالبی چون پاک کردن نوشته از دفاتر و ازالهٔ لکه‌ها و آثار مختلف سخن گفته‌است. نویری در نهایة الارب (۱۲ / ۱۰۵–۱۱۹) از این کتاب استفاده کرده‌است. این اثر نیز توسط پل اسباث در «بولتن انستیتوی فرانسوی مصر» (۱۹۳۶م، شم ۱۹، صص ۵–۲۷) با ترجمهٔ فرانسوی آن به چاپ رسید. ترجمهٔ انگلیسی آن نیز توسط مارتین لوی در «مجلهٔ تاریخ پزشکی» (۱۹۶۱م، شم ۱۶، صص ۳۹۴–۴۱۰) به چاپ رسیده‌است؛ ۳. الجواهر و صفاتها و فی ای بلدهی وصفة الغواصین والتجار. در این اثر ابن ماسویه به وصف سنگهای قیمتی، نحوهٔ استخراج و محلهای آن و نحوهٔ تجارت و قیمتها و اوزان مختلف آن در مشرق قدیم پرداخته‌است. تیفاشی در کتاب خود ازهار الافکار فی جواهر الاحجار (صص ۴۸، ۶۶، ۱۰۶) از این کتاب استفاده کرده‌است. این اثر به کوشش عماد عبدالسلام رئوف در ۱۹۷۷م در قاهره به چاپ رسیده‌است؛ ۴. الحمیات. رازی در الحاوی بارها به این کتاب استناد کرده‌است (۳ / ۹۰–۹۱، ۶ / ۲۰۲، ۲۶۶، ۷ / ۱۵۱، ۲۸۷، ۱۴ / ۳۲، ۱۹۷، ۱۶ / ۶۸، ۱۴۴، ۱۵۱، جم). این کتاب توسط پترس اسپانیایی همراه با ترجمه و شرح آن منتشر شده‌است. ترجمه‌ای به لاتین از کتاب مذکور نیز در دست است (GAS, III / 233)؛ ۵. دغل العین، کهن‌ترین کتاب درسی چشم پزشکی است که اکنون در دست است. اگرچه تصحیح و نشر متن منحصر به فرد عربی آن به دلیل افتادگی یا محو بعضی از قسمتها غیرممکن است، ولی مایرهوف و پروفر بخشهایی از ۴۷ فصل این کتاب را به آلمانی ترجمه و در «مجلهٔ اسلام» (۱۹۱۶م، شم ۶، صص ۲۵۶–۲۱۷) به چاپ رسانده‌اند. در این رساله، کلمات و اصطلاحات فارسی و یونانی دیده می‌شود؛ ۶. الکناش المشجّر یا المشجّر. رازی بارها در الحاوی از آن بهره برده‌است (مثلاً ۱ / ۱۳۹، ۴ / ۱۰۶، ۸ / ۴۹، ۱۰ / ۷۵، ۲3(1) / ۳۱۶، ۲3(2) / ۱۶۷) و به گفتهٔ قفطی (تاریخ الحکماء، ۳۱۷)، ابوعمران موسی بن سیار و ابوالطیب ابراهیم بن نصر، تعلیقاتی بر آن نوشته بوده‌اند. در این اثر برای اولین بار کلیات طبی به شکل فهرستها و جداول تنظیم شده‌است. متن اصلی این کتاب که در کتابخانه‌های مختلف موجود است (GAL، همان‌جا)، به چاپ نرسیده، ولی گراردوس کرمونایی آن را به لاتین ترجمه کرده که در ونیز (۱۴۹۷م) منتشر شده‌است؛ ۷. ماءالشعیر، رسالهٔ کوچکی است که توسط پل اسباث در «بولتن انستیتوی فرانسوی مصر» (۱۹۳۹م، شم ۲۱، صص ۱۳–۲۴) با ترجمهٔ فرانسوی آن به چاپ رسیده‌است؛ ۸. النوادر الطبیة یا الفصول الحکمیة و النوادر الطبیة یا الفصول. ابن ماسویه این کتاب را برای شاگردش حنین بن اسحاق نوشت. کتاب مجموعه‌ای از دستورالعملهای مختصر طبی در ۱۳۲ بخش است که با نثری ادیبانه و گاه فیلسوفانه نوشته شده‌است. گویا کنستانتین آفریقایی اول بار آن را به لاتین ترجمه کرده و با عنوان «فصول یوحنای دمشقی» مکرر به چاپ رسیده‌است (نک: اشتاین اشنایدر، ۳۹؛ سارتن، ۲۲۶). پل اسباث متن کتاب را در ۱۹۳۴م در قاهره به چاپ رسانده‌است.
'ب ـ خطی'
۱. کتاب الادویة المسهلة (قفطی، تاریخ الحکماء، ۳۸۱)، که ظاهراً همان اصلاح الادویة المسهلة (ابن ندیم، ۳۵۴) یا فی ترکیب الادویة المسهلة (ابن ابی اصیبعه، ۱ / ۱۸۳) است. رازی از این کتاب بسیار استفاده کرده‌است (مثلاً ۶ / ۱۰۹، ۷ / ۱۶۵، ۲1(1) / ۱۴۶) و نسخه‌هایی از آن در ایتالیا و انگلستان موجود است (بستانی، ۴ / ۱۴؛ GAL, S, I / 416). این کتاب نیز به لاتین ترجمه شده بوده‌است (GAS, III / 233-234)؛ ۲. البستان وقاعدة الحکمة و شمس الآداب، که نسخه‌هایی از آن در تیموریه وجود دارد (همان‌جا)؛ ۳. ترکیب طبقات العین و عللها و ادویتها، که نسخه‌هایی از آن موجود است (مجلة، 5(2) / ۲۶۸؛ GAS، همان‌جا)؛ ۴. کتاب التشریح، که ظاهراً نخستین اثر در این باب در طب اسلامی به‌شمار می‌رود و نسخه‌ای از آن در حلب موجود است (GAS, III / 235؛ قس: الگود، ۳۷۰)؛ ۵. کتاب الجذام (قفطی، همان‌جا). به گفتهٔ ابن ابی اصیبعه (همان‌جا) کسی پیش از او کتابی در آن باب ننوشته بوده‌است. نسخه‌ای از این کتاب در حلب نگهداری می‌شود (GAS، همان‌جا)؛ ۶. کتاب الجنین (ابن ابی اصیبعه، همان‌جا)؛ ۷. کتاب الحیوان، که نسخه‌ای از ترجمهٔ آن به لاتین در بادلیان موجود است (ووستنفلد، ۲۴؛ اولمان، «طبیعت و علوم خفیه در اسلام»، ۱۹)؛ ۸. خواص الاغذیة و البقول و الفواکه …، که رازی (۲۱ / ۲) از آن بهره برده و نسخه‌هایی از آن در مادرید و لیدن موجود است (لکلرک، I / 110؛ GAS, III / 234)؛ ۹. کتاب دفع ضرر الاغذیة (ابن ندیم، ۳۵۴)، که گویا عنوان دیگری از کتاب اصلاح الاغذیة (قفطی، همان‌جا) یا دفع مضارالاغذیة (ابن ابی اصیبعه، همان‌جا) باشد. نسخه‌ای از آن در برلین نگهداری می‌شود (آلوارت، شم ۶۴۰۸)؛ ۱۰. کتاب السموم و علاجها، که رازی از آن بهره برده (۱۹ / ۳۹۳) و نسخه‌ای از آن در حلب موجود است (GAS، همان‌جا)؛ ۱۱. علاج النساء اللواتی لایحبلن (لایحملن)، نسخه‌ای از آن در حلب موجود است (همان‌جا)؛ ۱۲. کتاب فی الصداع و علله واوجاعه وادویته یا علاج الصداع (ابن ندیم، همان‌جا)، که به گفتهٔ ابن ابی اصیبعه (۱ / ۱۸۳) برای عبدالله بن طاهر تألیف شده و رازی از آن بهره برده (۱ / ۲۴۶، ۶ / ۱۱۵) و نسخه‌ای از آن در حلب موجود است (GAS، همان‌جا)؛ ۱۳. کتاب المالیخولیا و اسبابها و علاماتها و علاجها (ابن ابی اصیبعه، همان‌جا)، که رازی از آن بهره برده (۱ / ۷۳) و نسخه‌ای از آن در حلب نگهداری می‌شود (GAS، همان‌جا)؛ ۱۴. کتاب المرة السوداء، در ۲۱ صفحه که نسخه‌ای از آن در کتابخانهٔ آستان قدس رضوی موجود است. ابن ماسویه (صص ۱ به بعد) در آن به بیان حالات طبیعی و غیرطبیعی خلط سیاه پرداخته‌است؛ ۱۵. معرفة محنة الکحالین (ابن ابی اصیبعه، همان‌جا)، نسخه‌هایی از آن در تیموریه و لنینگراد موجود است (GAS, III / 233) مایرهوف (ص ۷) آن را از ابن ماسویه نمی‌داند، ولی یک اثر بررسی شده و منقح از یک رسالهٔ واقعی شخص ابن ماسویه تلقی می‌کند (نک: همو، ۲۲۳)؛ ۱۶. المنجح فی الصفات و العلاجات (ابن ابی اصیبعه، همان‌جا)، که رازی از آن بهره‌ها برده (مثلاً ۳ / ۲۶، ۵ / ۱۷۳، ۸ / ۳۰، ۳۱، ۱۰ / ۲۷، ۳۰۱) و آن را کتابی شگفت خوانده‌است (۷ / ۳۱). ابوریحان بیرونی در الصیدنة (۱ / ۳۱) نیز به آن استناد کرده‌است. کتاب المنجح فی التداوی من صنوف الامراض و الشکاوی موجود در خدیویه (خدیویه، ۶ / ۱۶) نیز ظاهراً عنوان دیگری از همان کتاب است (برای بقیهٔ آثار و نسخه‌های موجود و غیر موجود، نک: GAS, III / 234-235;
GAL, I / 266)؛ ابن جلجل، ۶۵–۶۶؛ ابن ندیم، قفطی، ابن ابی اصیبعه، همانجاها؛ بیرونی، ۳۳؛ مجلة، همان‌جا؛ سارتن، ۱ / ۶۶۵؛ اولمان، «طب»، همان‌جا؛ اشتاین اشنایدر، همان‌جا؛ لکلرک، II / 493).